# Célula solar de tercera generación
Una célula fotovoltaica de tercera generación es una célula solar que es potencialmente capaz de superar el límite de Shockley–Queisser de eficiencia energética del 31-41% para células solares individuales de banda prohibida. Esto incluye una serie de alternativas a las llamadas "células solares de primera generación" (que son las células solares hechas de semiconductores de uniones p-n, como las de silicio monocristalino) y "células solares de segunda generación" (basadas en la reducción del costo de las células de primera generación mediante el empleo de tecnologías de película delgada, como el silicio policristalino).
Los sistemas de tercera generación comunes incluyen células hechas de múltiples capas ("tándem") de silicio amorfo o arseniuro de galio, mientras que los desarrollos más teóricos incluyen la conversión de frecuencia, efectos de portadora caliente y otras eyecciones de portadora múltiple.

## Cuarta generación: híbrida
La siguiente generación de células solares está basada en inorgánica-en-orgánica ofrecen una eficiencia de conversión de energía mejorada respecto a las actuales células solares de tercera generación (3Gen), a la vez que incrementan su base de bajo costo. Combinan - dentro de una misma capa- el bajo costo y flexibilidad de las películas poliméricas conductivas (orgánicas) con la estabilidad de tiempo de vida de las nanoestructuras (inorgánica) y  aprovechando las propiedades de estos nuevos materiales activos híbridos (orgánico/inorgánico) para el rendimiento más allá de los dispositivos 3Gen.